# Гайленд-Парк (Іллінойс)
Гайленд-Парк (англ. Highland Park) — місто (англ. city) в США, в окрузі Лейк штату Іллінойс. Населення — 30 176 осіб (2020). Одне з найбільших міст, розташоване на Північному березі Чикаго. Перша назва міста — Порт-Клінтон.

## Географія
Гайленд-Парк розташований за координатами 42°10′57″ пн. ш. 87°48′35″ зх. д. / 42.18250° пн. ш. 87.80972° зх. д. (42.182628, -87.809644). За даними Бюро перепису населення США в 2010 році місто мало площу 31,68 км², з яких 31,59 км² — суходіл та 0,08 км² — водойми.

## Демографія
Згідно з переписом 2010 року, у місті мешкали 29 763 особи в 11 410 домогосподарствах у складі 8516 родин. Густота населення становила 940 осіб/км². Було 12256 помешкань (387/км²).
Расовий склад населення:
| - 91,0 % — білих - 2,9 % — азіатів - 1,8 % — чорних або афроамериканців - 0,2 % — корінних американців - 2,5 % — осіб інших рас |

До двох чи більше рас належало 1,5 %. Частка іспаномовних становила 7,3 % від усіх жителів.
За віковим діапазоном населення розподілялося таким чином: 25,9 % — особи молодші 18 років, 54,8 % — особи у віці 18—64 років, 19,3 % — особи у віці 65 років та старші. Медіана віку мешканця становила 45,4 року. На 100 осіб жіночої статі у місті припадало 93,7 чоловіків; на 100 жінок у віці від 18 років та старших — 90,1 чоловіків також старших 18 років.
Середній дохід на одне домашнє господарство становив 189 839 доларів США (медіана — 122 829), а середній дохід на одну сім'ю — 221 118 доларів (медіана — 152 823). Медіана доходів становила 118 088 доларів для чоловіків та 65 771 долар для жінок. За межею бідності перебувало 6,5 % осіб, у тому числі 10,3 % дітей у віці до 18 років та 4,2 % осіб у віці 65 років та старших.
Цивільне працевлаштоване населення становило 13 752 особи. Основні галузі зайнятості: освіта, охорона здоров'я та соціальна допомога — 22,5 %, науковці, спеціалісти, менеджери — 22,1 %, фінанси, страхування та нерухомість — 10,7 %, мистецтво, розваги та відпочинок — 9,4 %.

## Відомі особистості
У місті народився:
- Білл Кессіді (1957) — американський політик.